# Craibiodendron scleranthum
Craibiodendron scleranthum är en ljungväxtart som först beskrevs av Paul Louis Amans Dop, och fick sitt nu gällande namn av Walter Stephen Judd. Craibiodendron scleranthum ingår i släktet Craibiodendron, och familjen ljungväxter. Inga underarter finns listade i Catalogue of Life.